# Променад Ригельмана

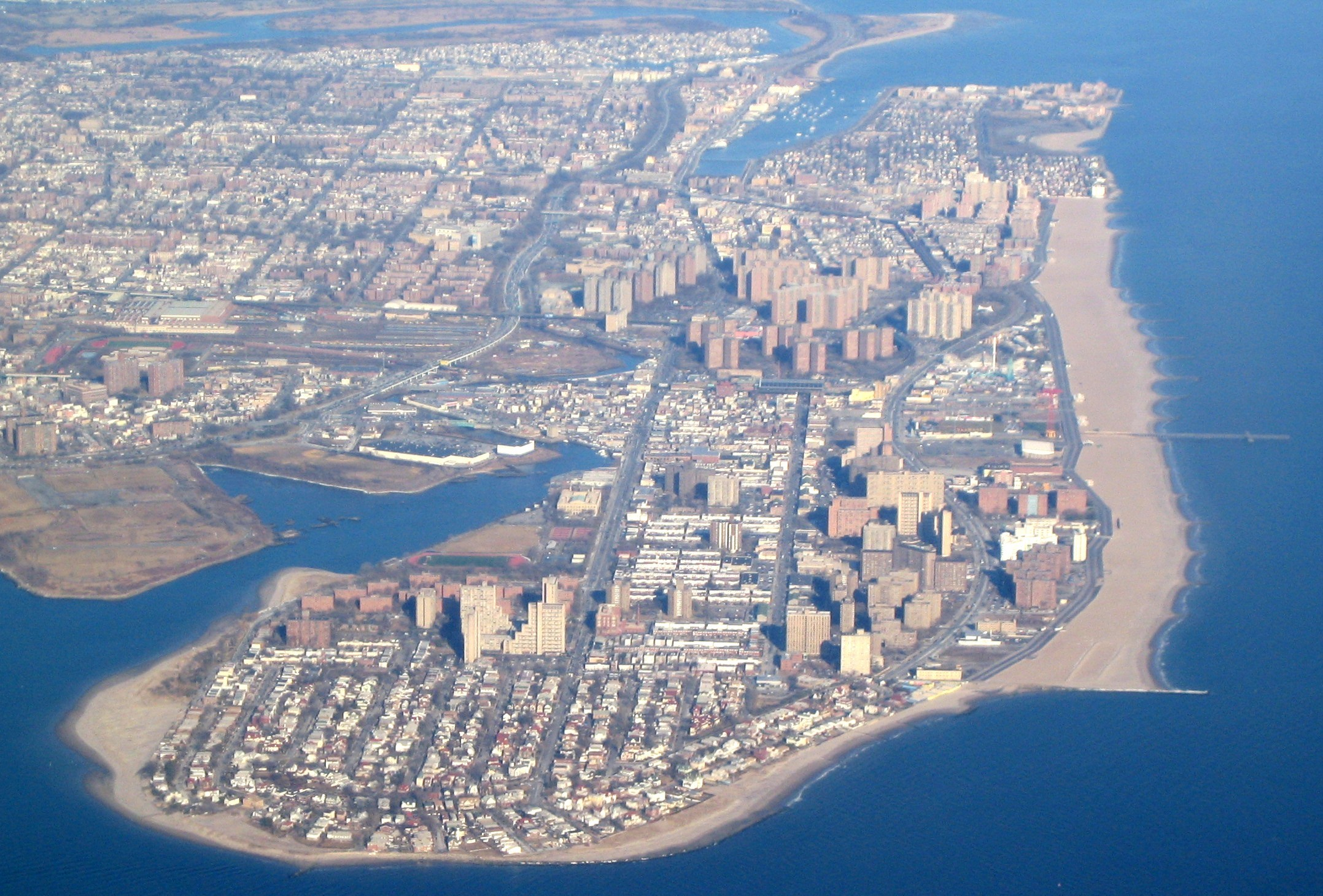
Променад Ригельмана, тянущийся вдоль побережья.

Променад Ригельмана — променад на южной оконечности полуострова Кони-Айленд в Бруклине. Променад назван в честь Эдварда Ригельмана; также распространено название променад Кони-Айленда, или «бордуок» (англ. boardwalk).

## Предыстория
Примерно за столетие до создания променада Кони-Айленд начал становиться популярным местом отдыха и развлечений. Поначалу люди добирались на побережье на дилижансах и пароходах. Вскоре после окончания Гражданской войны в район была проложена железная дорога. После этого на побережье началась массовая застройка. Рестораны, гостиницы, бани, магазины, всевозможные аттракционы, ипподромы, театры, всё это вместе с пляжем и океаном притягивало массу людей. В начале XX века возможность выбраться из раскалённого города в прохладу побережья стоила всего 5 центов (цена билета на поезд). На пляж приезжало столько людей, что многим не хватало места. Ситуация усугублялась тем, что большие участки пляжа контролировались частными концессиями (гостиницы, бани, кабаре).

## Строительство променада
В 1920 году Эдвард Ригельман, бывший в то время президентом Бруклина, принял решение о благоустройстве прибрежной полосы и обеспечения нормального доступа на пляж. За городом было закреплено право собственности на землю по всей прибрежной полосе. Также были выделены деньги на строительство променада и благоустройство пляжа. Само строительство началось в 1921 году. Потребовалось 1 300 000 м³ песка для того чтобы покрыть 160 000 м² пляжа. Во время сооружения променада было использовано 120 000 тонн камня, 5900 м³ железобетона, более 100 000 м³ строевого леса. Променад шириной в 24 метра протянулся от западной 37-й улицы до магистрали Оушен-Паркуэй. Теперь можно было легко перейти с пляжа Кони-Айленда на пляж Брайтон-Бич. Открытие «Пятой авеню Кони-Айленда», как в шутку называли променад, состоялось 15 мая 1923 года. По аналогии с Пятой Авеню на Манхеттаме, которая является одной из центральных улиц Нью Йорка.

## Дальнейшее развитие

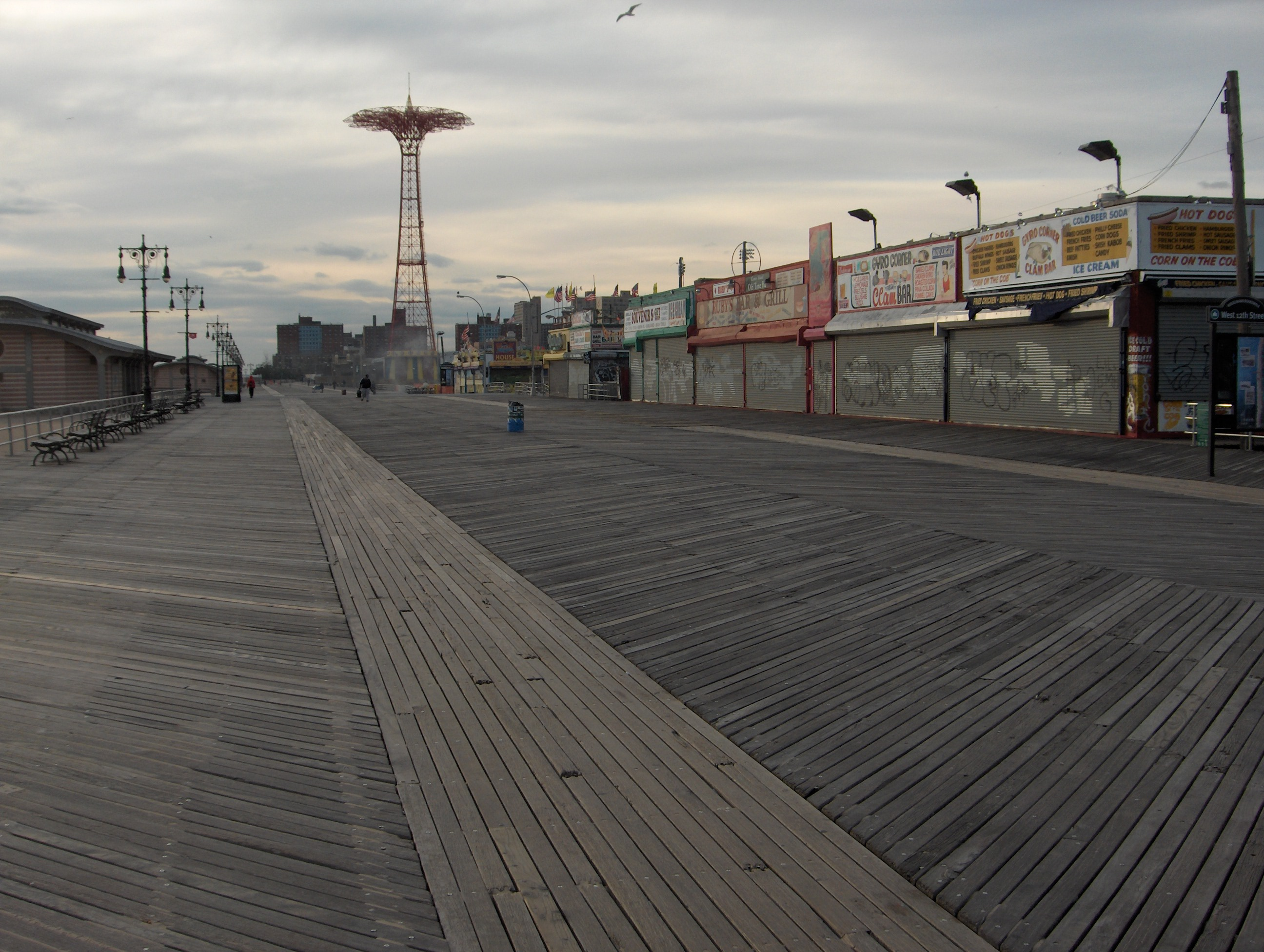
Променад Ригельмана, декабрь 2008 г.

После появления променада и благоустройства пляжа популярность отдыха на Кони-Айленде выросла ещё больше. Даже во время Великой депрессии променад с прилегающими к нему аттракционами привлекал огромное количество посетителей. Однако Роберт Мозес, бывший в то время начальником Управления паркового хозяйства Нью-Йорка, захотел заменить часть коммерческих аттракционов ради обеспечения лучших возможностей для «физкультуры, спорта и здорового отдыха на природе». Пляж и променад в 1938 году были переданы под юрисдикцию Управления паркового хозяйства. Также было выделено 3 млн долларов на дальнейшее строительство и благоустройство.
Пляж был расширен и покрыт 60-сантиметровым слоем мелкого белого песка. За период с 1938 по 1941 год, променад был удлинён до восточной 14-й улицы. Длина променада, таким образом, составила 4,3 км. Деревянный настил состоит из 1,3 млн досок, которые прикреплены 15,6 млн шурупов и гвоздей. В 1941 году променад был назван в честь Эдварда Ригельмана. За всё время существования променад неоднократно ремонтировали и пристраивали различные сооружения. Так, было построено несколько туалетов, по всей длине променада установлены питьевые фонтанчики и скамейки. В 1991 году была построена «Первая Симфония Моря», 91-метровая стена с барельефными композициями художника Тосио Сасаки. Стена отделяет променад от Нью-Йоркского Аквариума.

## Современное состояние
В 2010 году было принято решение о последовательной замене деревянного настила променада. По проекту, на части променада он должен быть сделан из дерева твёрдых пород. На другой же части покрытие должно быть из бетона, текстурированного под дерево. Работы по замене проводятся до сих пор. Ремонтные работы, однако, не слишком мешают людям отдыхать и развлекаться. Так же, как и прежде, по променаду гуляет множество людей, бегают сторонники здорового образа жизни. Часть посетителей променада сидит на скамейках или же в кафе и закусочных. Периодически на променаде проводятся различные мероприятия и празднества. Ежегодно проводится парад русалок Кони-Айленда.

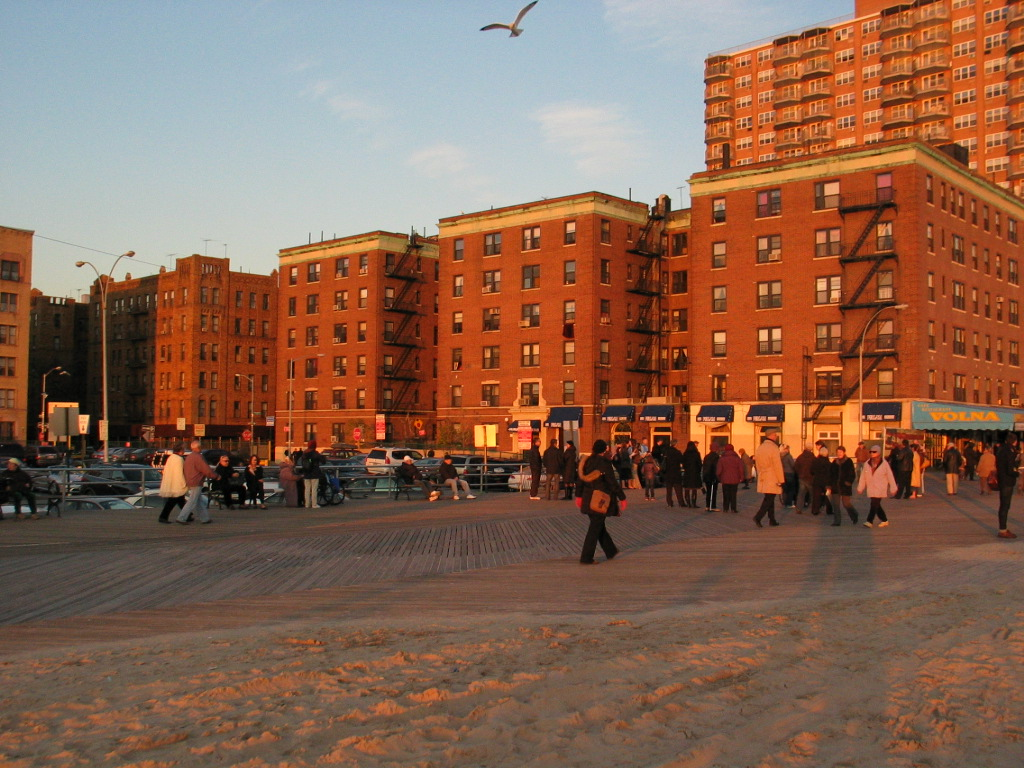
На углу Променада и 4-й улицы Брайтона
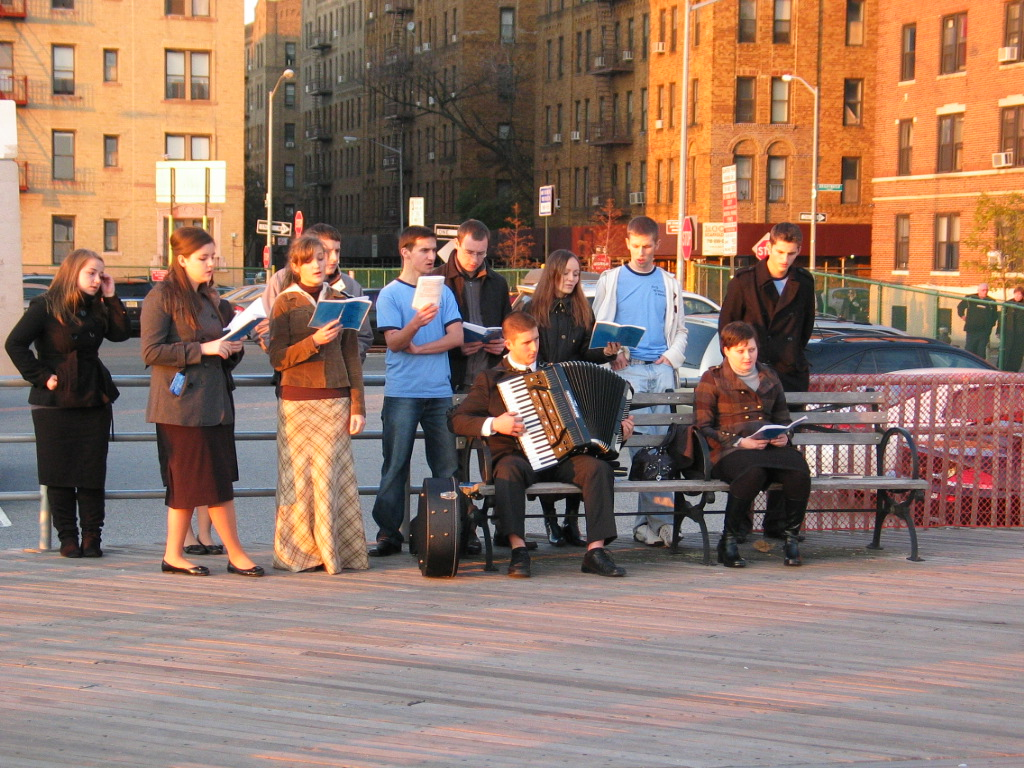
Церковный хор выступает на Променаде
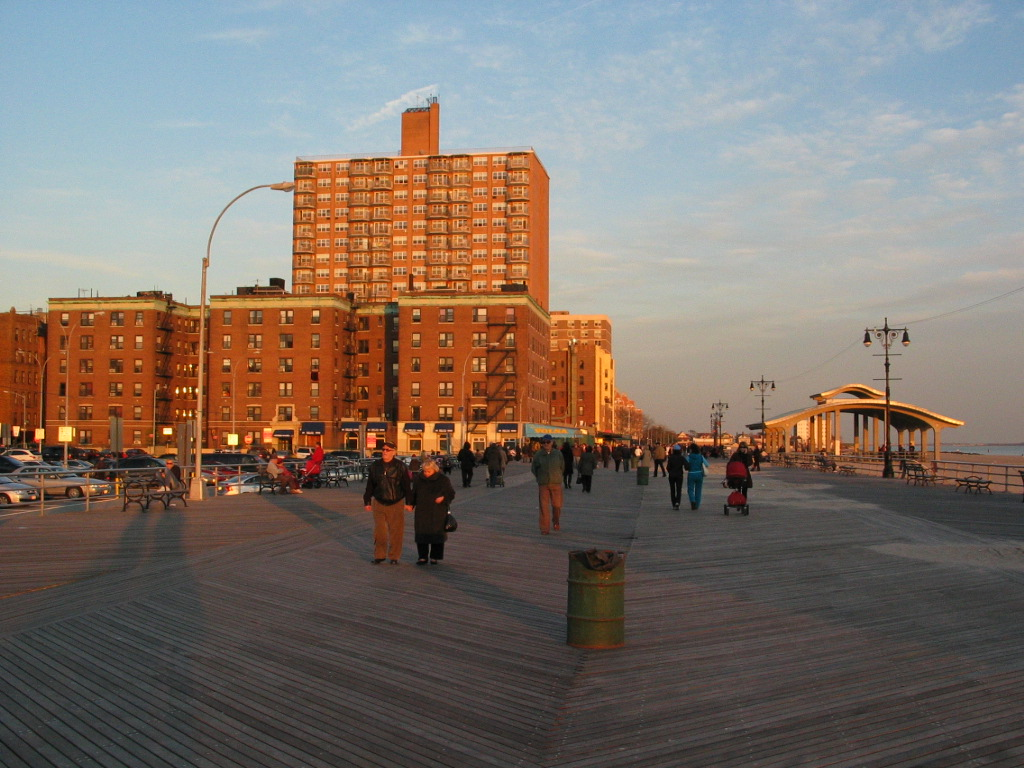
Вид на восток
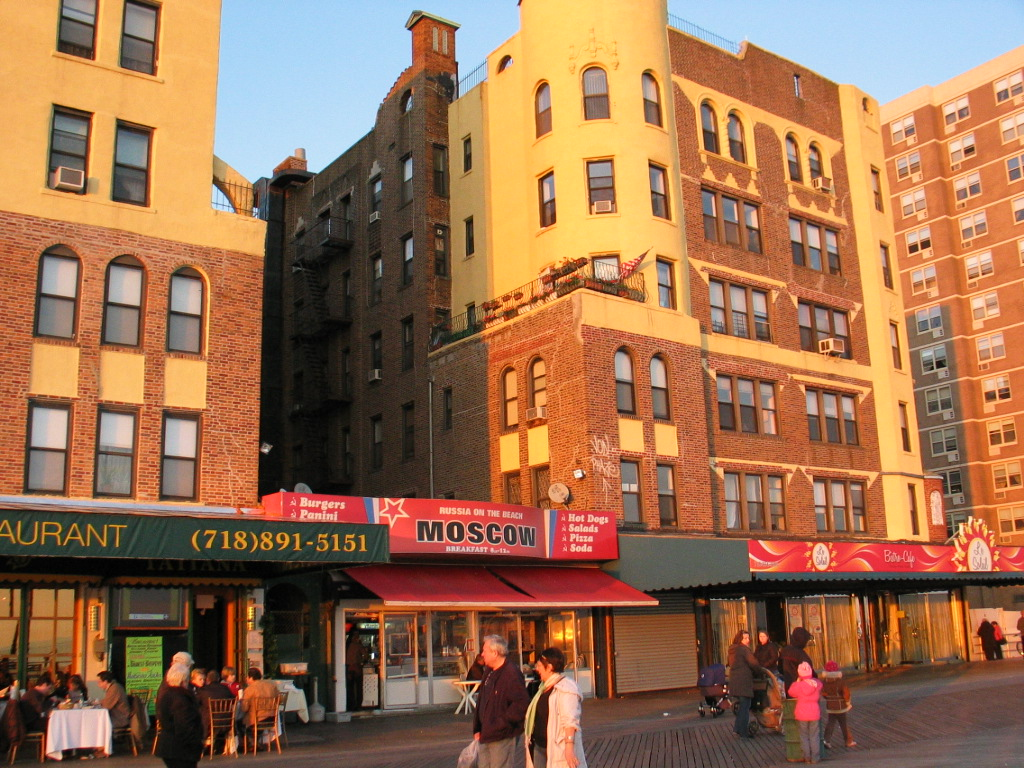
Ресторан «Москва» на Променаде
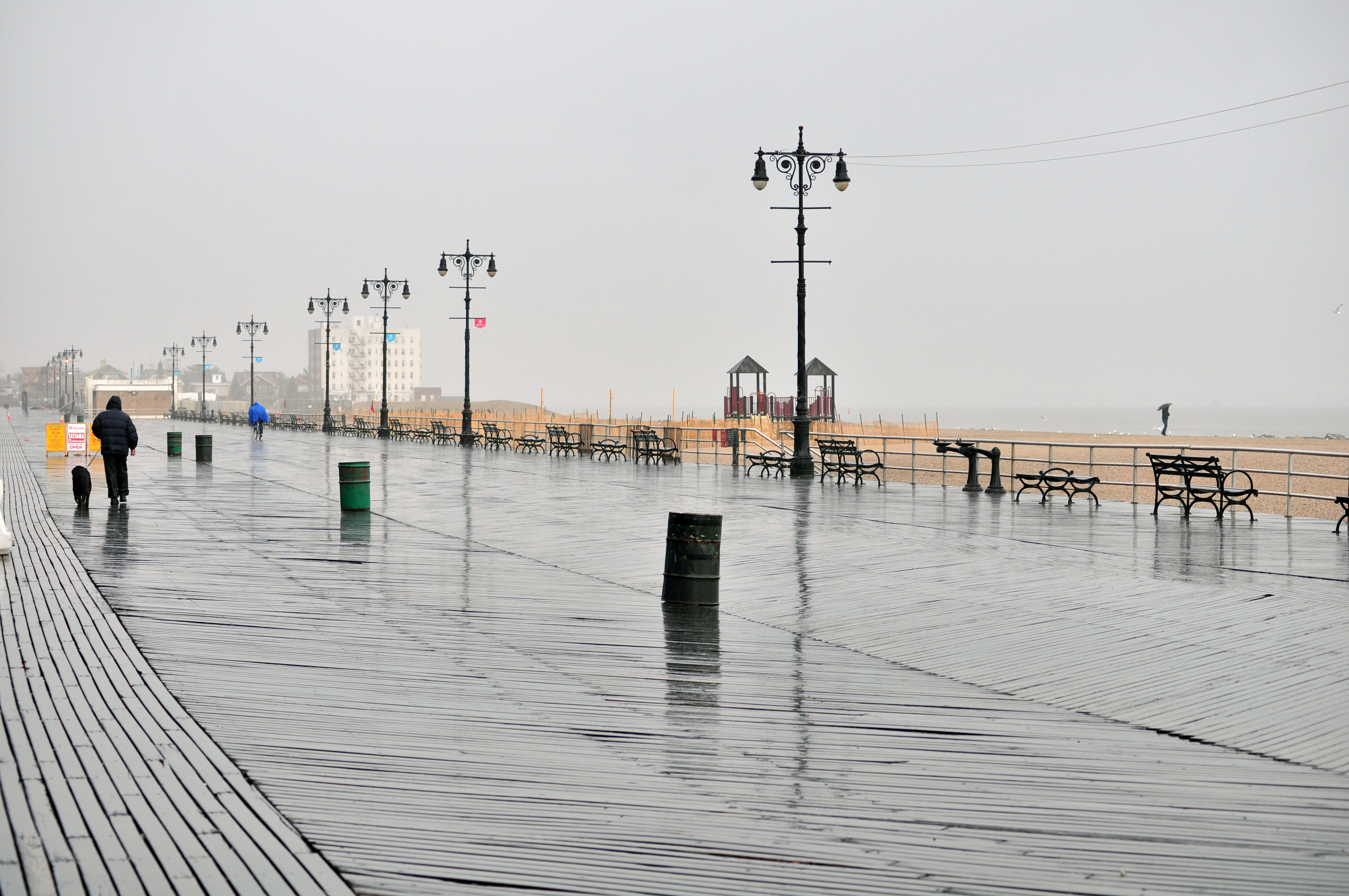
Променад в дождливую погоду, вид на восток
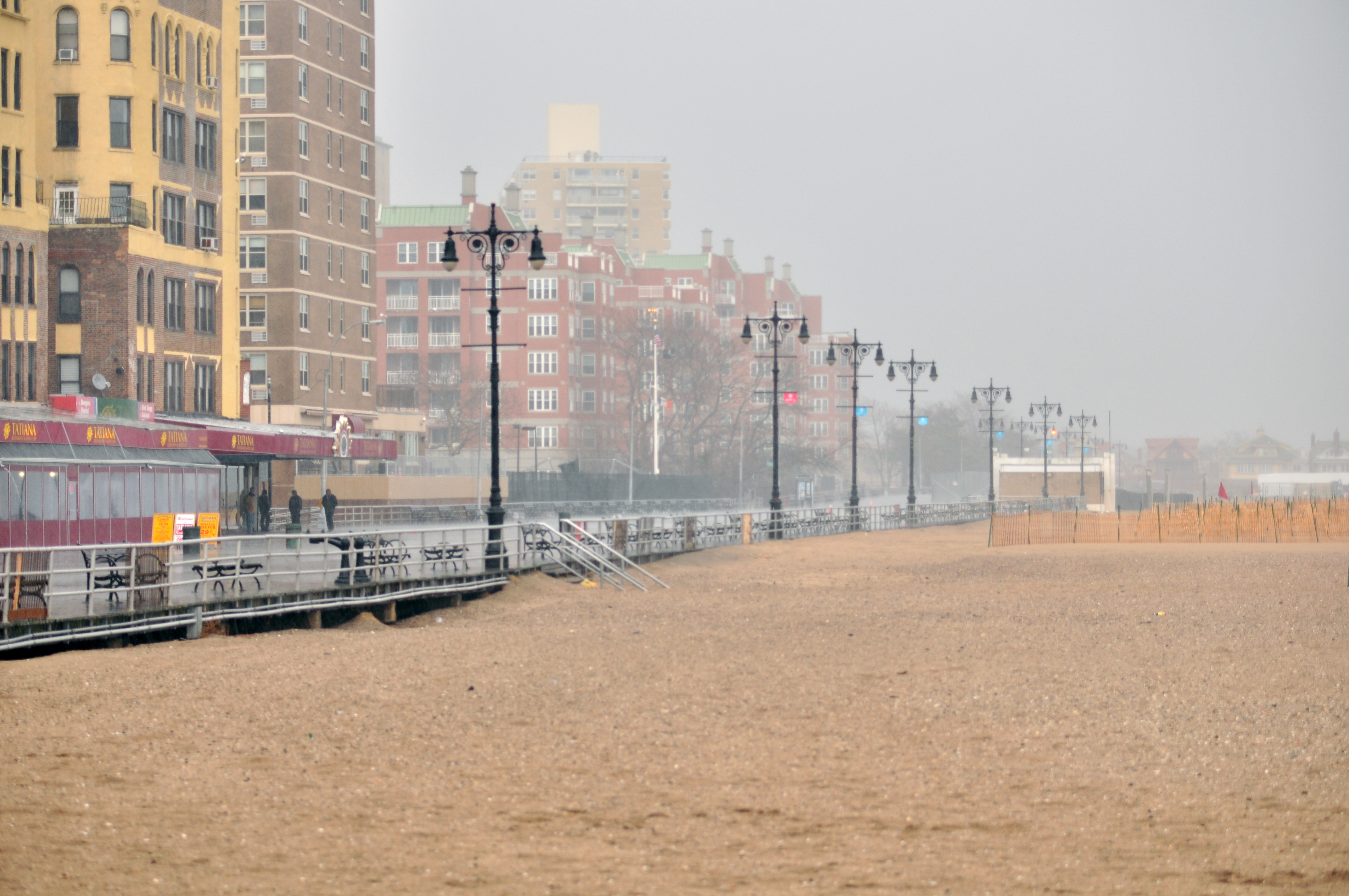
Вид на Променад с пляжа
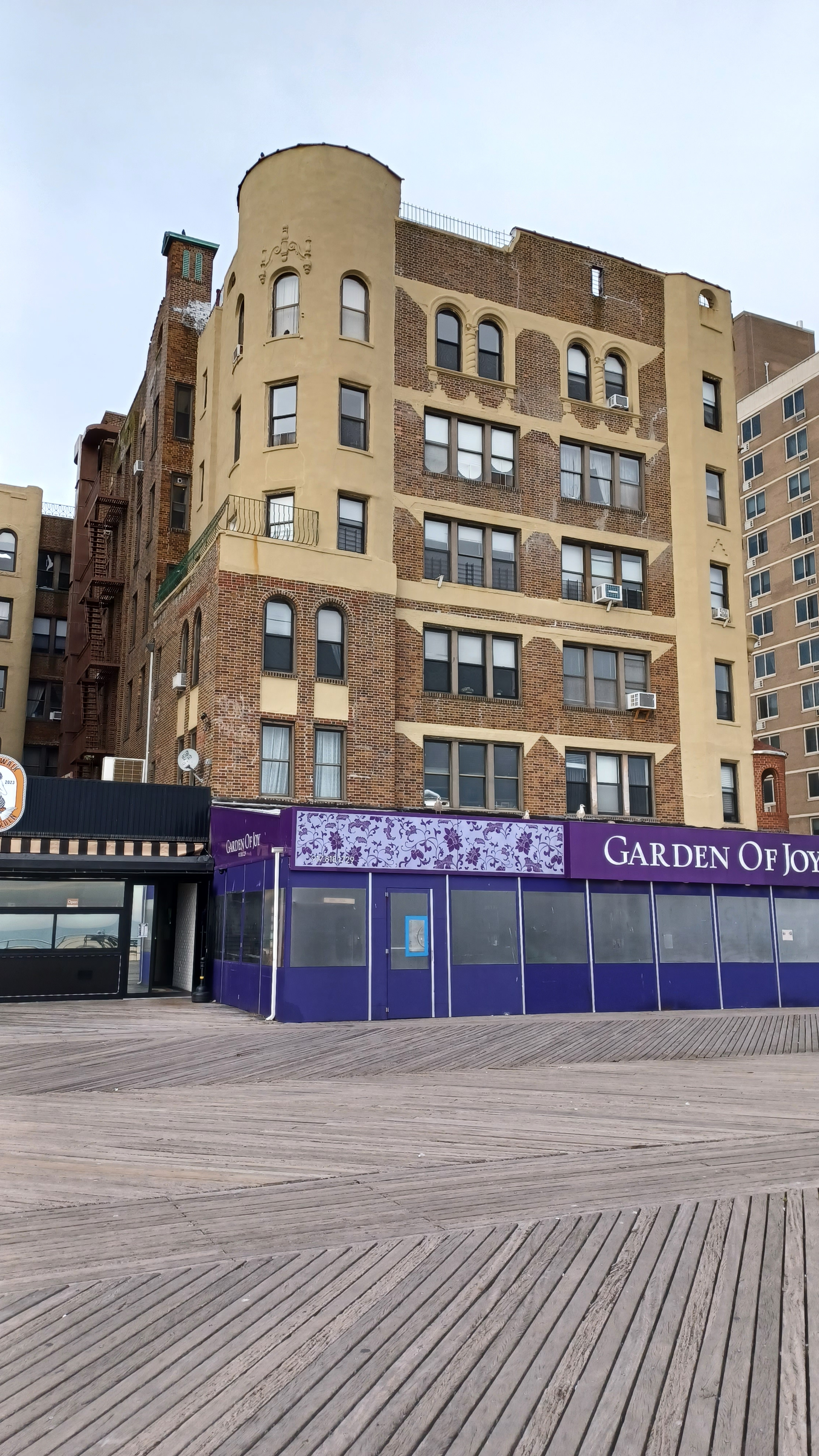
Жилой дом выходящий на променад.
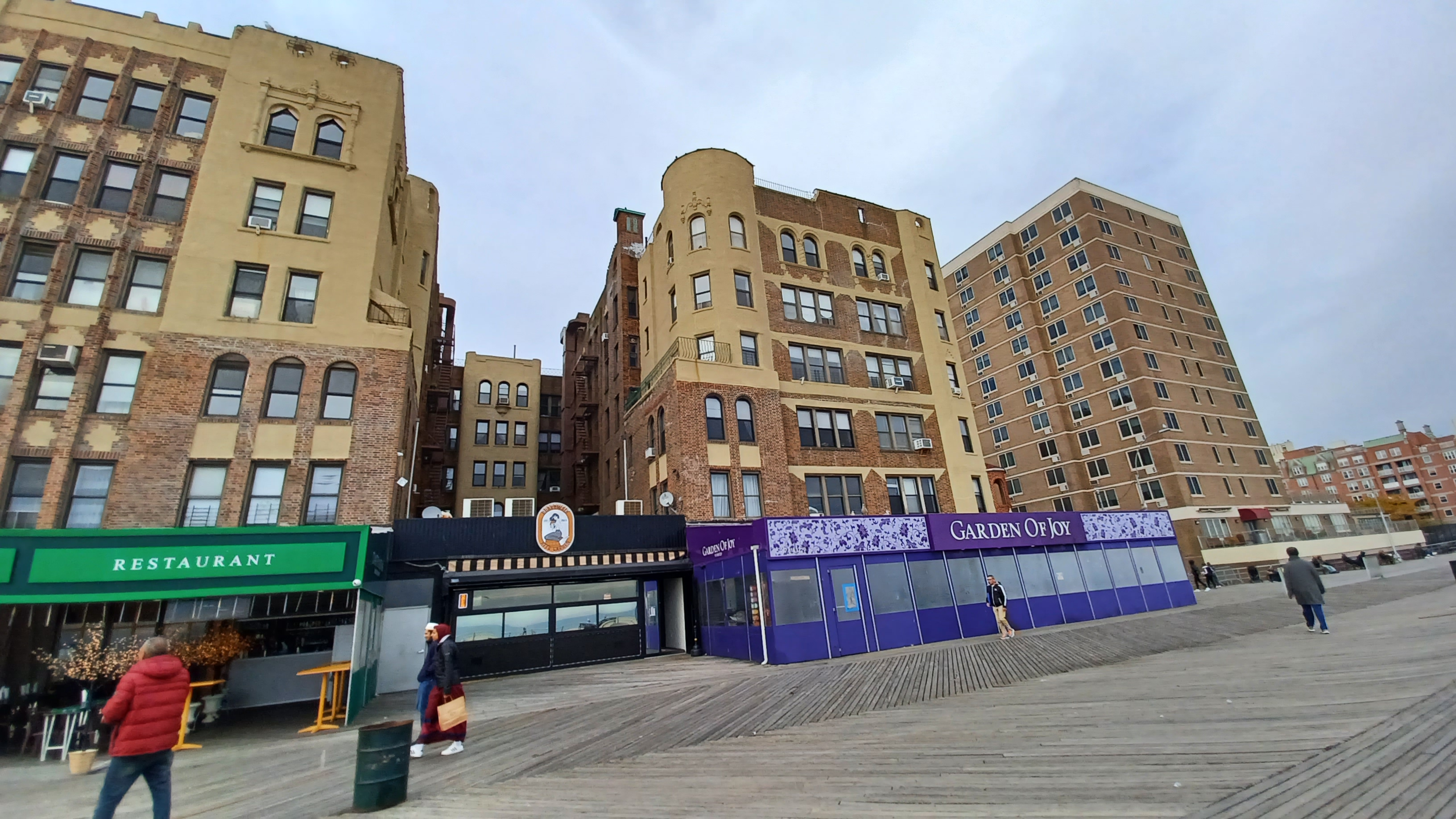
Дома на променаде
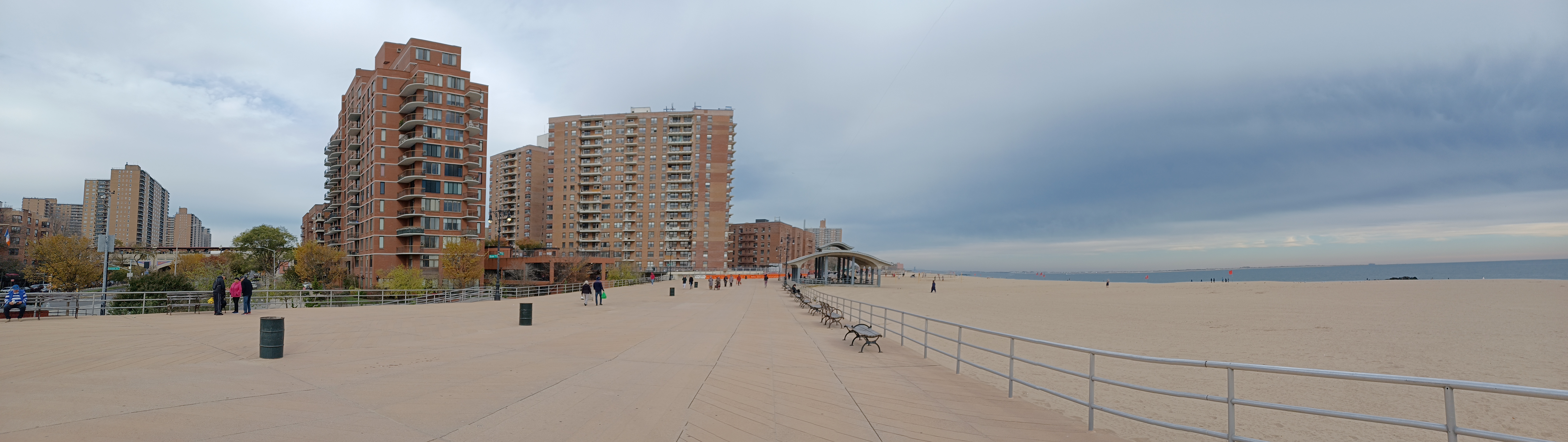
Панорама променада
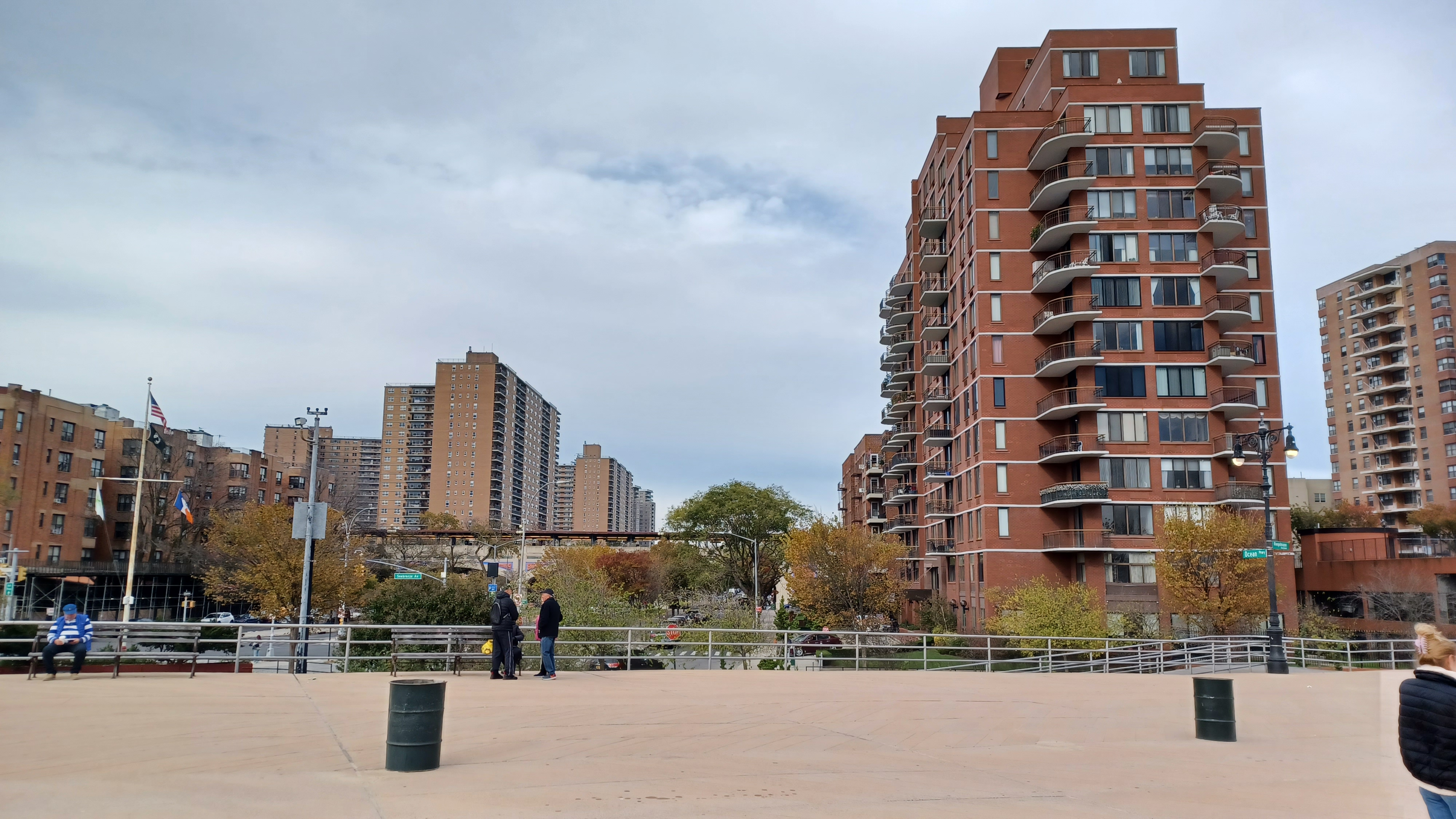
Оушен Паркуэй, вид с променада.
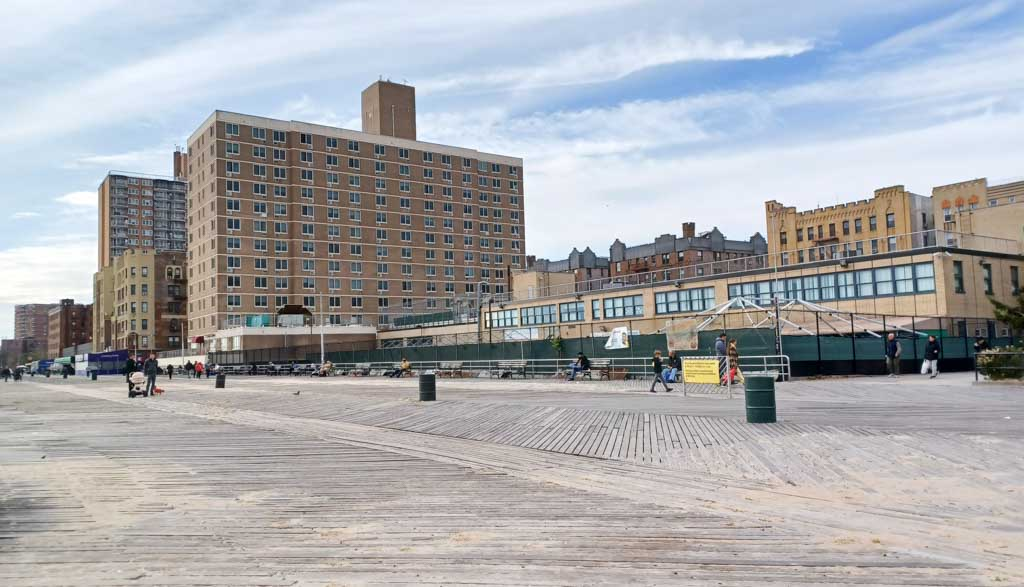
Променад, вид в сторону запада.